# Ольховчик (Тернопольская область)
Ольховчик (укр. Вільхівчик) — село в Гусятинской поселковой общине Чортковского района Тернопольской области Украины.
До 2020 года входило в Гусятинский район.
Код КОАТУУ — 6121685201. Население по переписи 2001 года составляло 661 человек.

## Географическое положение
Село Ольховчик находится на правом берегу реки Збруч,
выше по течению на расстоянии в 4,5 км расположено село Лычковцы,
ниже по течению на расстоянии в 1,5 км расположен посёлок Гусятин,
на противоположном берегу — село Кузьминчик.
Рядом проходят автомобильная дорога Т-2002 и
железная дорога, станция Гусятин в 2-х км.

## История
- 1540 год — дата основания.

## Объекты социальной сферы
- Школа I—II ст.

## Достопримечательности
- Братская могила советских воинов.